# プレストン・ベイリー
プレストン・ベイリー（Preston Bailey, 2000年7月25日 - ）は、アメリカ合衆国出身の俳優である。

## 出演作品

### テレビ
- デクスター 警察官は殺人鬼（コーディ）
- コールドケース 迷宮事件簿

### 映画
- ジュディの夏休み大作戦
- クレイジーズ
- スティーヴン・キング　トウモロコシ畑の子供たち（アイザック）
- ザ・クリミナル　合衆国の陰謀

### オリジナルビデオ
- アミューズメント